# National Association of Broadcasters

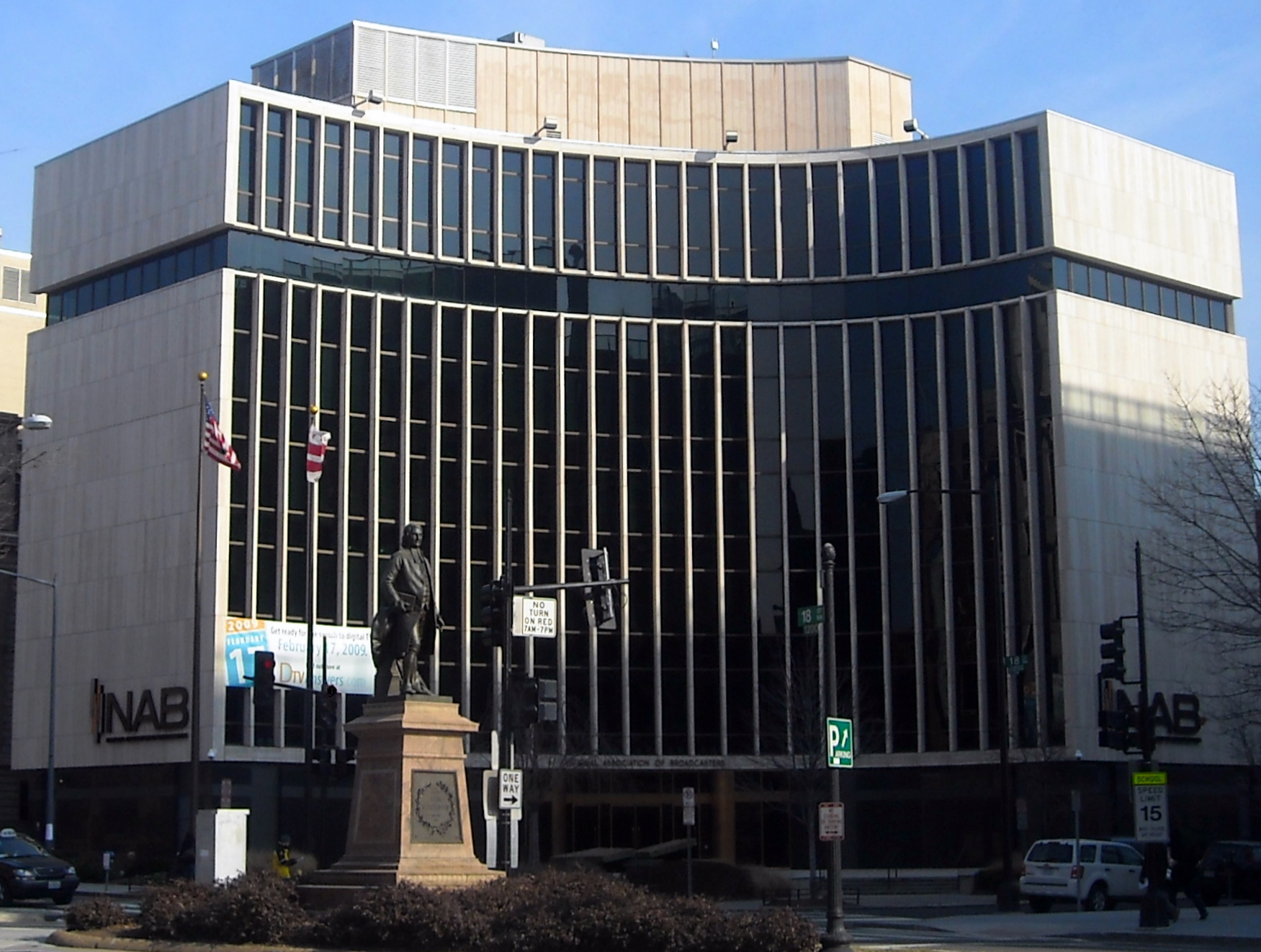
Sede de la NAB.

La National Association of Broadcasters (Asociación Nacional de Radiodifusores o NAB, por sus siglas en inglés) es una asociación comercial y un grupo de cabildeo que representa los intereses de las emisoras de radio y televisión comerciales y no comerciales en Estados Unidos. Con sede en Washington, NAB representa a más de 8300 estaciones terrestres de radio y televisión, así como a las redes de transmisión. 
La NAB se fundó como la Asociación Nacional de Radiodifusores de Radio (NARB por sus siglas en inglés) en abril de 1923 en Chicago. El fundador y primer presidente de la asociación fue Eugene F. McDonald Jr., quien también lanzó la corporación Zenith. En 1951 cambió su nombre a la Asociación Nacional de Radiodifusores de Televisión y Radio (NARTB por sus siglas en inglés) para incluir a la industria de la televisión. En 1958 adoptó su nombre actual.